# Nuoto ai campionati mondiali di nuoto 2015 - 800 metri stile libero maschili
La gara degli 800 metri stile libero maschili si è svolta il 4 e il 5 agosto 2015 presso la Kazan Arena e vi hanno preso parte 41 atleti provenienti da 36 nazioni. Le batterie si sono svolte la mattina del 4 agosto mentre la finale la sera del 5 agosto.

## Medaglie
| Posizione | Atleta               | Nazionalità |
| --------- | -------------------- | ----------- |
| Oro       | Sun Yang             | Cina        |
| Argento   | Gregorio Paltrinieri | Italia      |
| Bronzo    | Mack Horton          | Australia   |

## Record
Prima della manifestazione il record del mondo (WR) e il record dei campionati (CR) erano i seguenti.
| Record mondiale       | 7'32"12 | Zhang Lin Cina | 29 luglio 2009 Roma, Italia |
| Record dei campionati | 7'32"12 | Zhang Lin Cina | 29 luglio 2009 Roma, Italia |

## Risultati

### Batterie
| Posizione | Batteria | Corsia | Atleta                   | Nazionalità   | Tempo   | Note |
| --------- | -------- | ------ | ------------------------ | ------------- | ------- | ---- |
| 1         | 5        | 3      | Connor Jaeger            | Stati Uniti   | 7:44.77 | Q    |
| 2         | 5        | 4      | Gregorio Paltrinieri     | Italia        | 7:45.15 | Q    |
| 3         | 5        | 2      | Stephen Milne            | Regno Unito   | 7:46.41 | Q    |
| 4         | 5        | 6      | Michael McBroom          | Stati Uniti   | 7:47.05 | Q    |
| 5         | 5        | 5      | Mack Horton              | Australia     | 7:47.08 | Q    |
| 6         | 4        | 5      | Sun Yang                 | Cina          | 7:47.87 | Q    |
| 7         | 5        | 8      | Wojciech Wojdak          | Polonia       | 7:48.95 | Q    |
| 8         | 3        | 6      | Henrik Christiansen      | Norvegia      | 7:49.70 | Q    |
| 9         | 5        | 1      | Akram Ahmed              | Egitto        | 7:49.83 |      |
| 10        | 4        | 4      | Ryan Cochrane            | Canada        | 7:50.28 |      |
| 11        | 4        | 2      | Damien Joly              | Francia       | 7:50.30 |      |
| 12        | 4        | 0      | Mark Sánchez             | Spagna        | 7:51.19 |      |
| 13        | 3        | 0      | Mads Glæsner             | Danimarca     | 7:51.24 |      |
| 14        | 3        | 5      | Joris Bouchaut           | Francia       | 7:52.37 |      |
| 15        | 4        | 1      | Florian Vogel            | Germania      | 7:53.61 |      |
| 16        | 4        | 9      | Maarten Brzoskowski      | Paesi Bassi   | 7:54.31 |      |
| 17        | 4        | 3      | Pál Joensen              | Fær Øer       | 7:55.01 |      |
| 18        | 3        | 4      | Richard Nagy             | Slovacchia    | 7:55.31 |      |
| 19        | 5        | 9      | Wang Kecheng             | Cina          | 7:56.05 |      |
| 20        | 3        | 7      | Nathan Capp              | Nuova Zelanda | 7:57.61 |      |
| 21        | 3        | 8      | Martín Naidich           | Argentina     | 7:57.72 |      |
| 22        | 4        | 8      | Sören Meißner            | Germania      | 7:57.93 |      |
| 23        | 5        | 7      | Gergely Gyurta           | Ungheria      | 7:58.70 |      |
| 24        | 4        | 6      | Péter Bernek             | Ungheria      | 7:59.56 |      |
| 25        | 3        | 1      | Serhiy Frolov            | Ucraina       | 8:02.17 |      |
| 26        | 3        | 2      | Esteban Enderica         | Ecuador       | 8:03.17 |      |
| 27        | 3        | 9      | Martin Bau               | Slovenia      | 8:04.11 |      |
| 28        | 5        | 0      | Myles Brown              | Sudafrica     | 8:04.47 |      |
| 29        | 2        | 5      | Vuk Čelić                | Serbia        | 8:05.68 |      |
| 30        | 4        | 7      | Jan Micka                | Rep. Ceca     | 8:05.76 |      |
| 31        | 3        | 3      | Matias Koski             | Finlandia     | 8:07.28 |      |
| 32        | 2        | 6      | Sven Arnar Saemundsson   | Croazia       | 8:07.40 |      |
| 33        | 2        | 1      | Ido Haber                | Israele       | 8:07.78 |      |
| 34        | 2        | 2      | Alexei Sancov            | Moldavia      | 8:10.83 |      |
| 35        | 2        | 3      | Marcelo Acosta           | El Salvador   | 8:12.52 |      |
| 36        | 2        | 4      | Ernest Maksumov          | Russia        | 8:12.65 |      |
| 37        | 1        | 4      | Alin Artimon             | Romania       | 8:17.16 |      |
| 38        | 2        | 8      | Sim Wee Sheng Welson Sim | Malaysia      | 8:18.20 |      |
| 39        | 2        | 7      | Andy Arteta              | Venezuela     | 8:19.39 |      |
| 40        | 1        | 5      | Felipe Tapia             | Cile          | 8:21.27 |      |
| 41        | 1        | 3      | Pol Arias                | Andorra       | 8:28.11 |      |

### Finale
| Posizione | Corsia | Atleta               | Nazionalità | Tempo   | Note |
| --------- | ------ | -------------------- | ----------- | ------- | ---- |
|           | 7      | Sun Yang             | Cina        | 7:39.96 |      |
|           | 5      | Gregorio Paltrinieri | Italia      | 7:40.81 | ER   |
|           | 2      | Mack Horton          | Australia   | 7:44.02 |      |
| 4         | 4      | Connor Jaeger        | Stati Uniti | 7:44.51 |      |
| 5         | 8      | Henrik Christiansen  | Norvegia    | 7:45.66 |      |
| 6         | 1      | Wojciech Wojdak      | Polonia     | 7:45.90 |      |
| 7         | 3      | Stephen Milne        | Regno Unito | 7:49.86 |      |
| 8         | 6      | Michael McBroom      | Stati Uniti | 7:55.30 |      |